# Albert Young
Albert "Al" Young (født 28. september 1877, død 22. juli 1940) var en amerikansk bokser som deltog i OL 1904 i St. Louis.
Young blev olympisk mester i boksning under OL 1904 i St. Louis. Han vandt en guldmedalje i vægtklassen, weltervægt.